# 奇塔加
奇塔加是哥倫比亞的城鎮，位於該國東北部，由北桑坦德省負責管轄，始建於1804年，面積1,172平方公里，海拔高度2,379米，主要經濟活動有農業和畜牧業，2005年人口9,615。

## 外部連結
- （西班牙文） Government of Norte de Santander - Chitaga
- （西班牙文） geomundo - Chitaga, Bicentennial

7°08′N 72°40′W / 7.133°N 72.667°W